# Underground Railroad (roman)
Cet article concerne le roman de Colson Whitehead. Pour la série qui en est l'adaptation, voir The Underground Railroad.
Underground Railroad (titre original : The Underground Railroad), publié en 2016, est le sixième roman de l'écrivain américain Colson Whitehead.
Le roman décrit la fuite d'une jeune esclave de Géorgie, à travers les États du Sud, dans les années 1850. Le récit basé sur la réalité historique de la condition des esclaves en fuite à cette époque, est complété par une matérialisation de fiction du réseau clandestin d'aide aux esclaves fugitifs, le légendaire Underground Railroad.
En 2021, le roman est adapté en série télévisée sous le nom The Underground Railroad.

## Principaux personnages
- Cora, seize ans, est une esclave sur la plantation de coton de la famille Randall. Son histoire se déroule en Géorgie, entre la guerre d'indépendance et la guerre de Sécession. Sa mère, Mabel, s'est enfuie de la plantation, abandonnant sa fille âgée d'une dizaine d'années et n'a jamais été retrouvée. Cora survit à la violence de sa condition en se faisant la plus discrète possible, mais elle n'échappera pas aux sévices, au viol et au fouet. Elle va parcourir le pays, de la Caroline du Sud à l'Indiana afin de conquérir sa liberté[1].
- Caesar est un jeune esclave, récemment arrivé de Virginie. Il a entendu parler du Chemin de fer clandestin et connaît un moyen pour l'emprunter. Il propose à Cora de partir avec lui, pour gagner les États libres du Nord.
- Arnold Ridgeway est un fils de forgeron. À dix-huit ans, il devient chasseur d'esclaves et opère depuis la Géorgie jusqu'à New York. Son infaillibilité et sa cruauté lui ont conféré une renommée dans tous les États du sud, suscitant la terreur parmi les esclaves, les affranchis et toutes personnes susceptibles d'aider les fugitifs.

## Résumé
Cora est une esclave dans une plantation de coton en Géorgie et une paria après que sa mère Mabel s'est enfuie sans elle. Elle en veut à sa mère de s'être échappée, bien qu'il soit révélé en fin de roman qu'elle est morte d'une morsure de serpent alors qu'elle tentait de faire demi-tour pour retrouver sa fille. Caesar aborde Cora pour lui proposer de s'enfuir avec lui. Réticente au début, elle finit par accepter alors que sa situation dans la plantation s'aggrave. Lovey, une amie de Cora, se joint à eux au moment de leur départ. Au cours de leur évasion, ils rencontrent un groupe de chasseurs d'esclaves qui parviennent à capturer Lovey. Cora est forcée de tuer un adolescent pour se protéger, empêchant malgré elle toute possibilité de miséricorde en cas de capture future. Avec l'aide d'un abolitionniste inexpérimenté, Cora et Caesar parviennent à trouver le chemin de fer clandestin, décrit comme un système de train souterrain qui traverse le Sud des États-Unis, transportant les réfugiés vers le Nord. Cora et Caesar prennent un train pour la Caroline du Sud.
En apprenant leur évasion, Ridgeway, un chasseur d'esclaves, entame une chasse, en grande partie pour se venger de Mabel, qui est la seule évadée qu'il n'a jamais réussi à capturer. Pendant ce temps, Cora et Caesar ont élu domicile en Caroline du Sud sous des noms d'emprunt. La Caroline du Sud met en place un programme dans le cadre duquel le gouvernement achète et possède d'anciens esclaves mais les emploie, leur fournit des soins médicaux et leur offre un logement communautaire. Les deux esclaves apprécient leur vie en Caroline du Sud et reportent plusieurs fois la décision de partir jusqu'à ce que Cora apprenne les plans gouvernementaux de stérilisation des femmes noires et d'utilisation des hommes noirs comme sujets de test dans une expérience pour suivre la propagation de la syphilis. Ridgeway arrive avant que les deux esclaves puissent partir mais Cora parvient à retourner seule au chemin de fer clandestin. Elle apprend plus tard que Caesar a été tué par une foule en colère après avoir été capturé et emprisonné par Ridgeway.
Cora arrive finalement dans une gare ferroviaire fermée en Caroline du Nord. Elle est retrouvée par Martin, le fils de l'ancien opérateur de la gare. La Caroline du Nord a récemment décidé d'abolir l'esclavage, en utilisant à la place des serfs sous contrat, mais exécute violemment tous les esclaves en fuite trouvés dans l'État, ainsi que certains affranchis. Martin cache Cora dans son grenier mais ne la laisse pas partir, terrifié qu'elle puisse être arrêtée et qu'elle dévoile alors le nom de celui qui l'a aidée. Au bout de plusieurs mois, Cora tombe malade et la femme de Martin, Ethel, s'occupe d'elle alors qu'elle l'ignorait depuis son arrivée. Un raid est mené sur la maison alors qu'elle est alitée et Ridgeway parvient de nouveau à s'emparer d'elle, tandis que Martin et Ethel sont exécutés par la foule.
Ridgeway ramène Cora vers la Géorgie, faisant un détour par le Tennessee pour rendre un autre esclave à son maître. Pendant son arrêt au Tennessee, Ridgeway, ainsi que l'Indien et le jeune enfant noir qui l'accompagnent, sont attaqués par des esclaves en fuite qui libèrent Cora. Royal, un des noirs qui l'ont sauvée, lui fait de nouveau prendre le chemin de fer clandestin, pour lequel il travaille, pour l'emmener dans une ferme de l'Indiana appartenant à un homme noir libre nommé Valentine. La ferme est peuplée de nombreux affranchis et évadés, vivant et travaillant en harmonie. Royal entame une relation amoureuse avec Cora, même si celle-ci reste hésitante à cause d'un viol par d'autres esclaves dans son enfance.
Une petite faction d'affranchis, craignant que leur vie paisible ne soit ruinée par la présence d'esclaves en fuite, avertit la police et les chasseurs d'esclaves de leur présence. La ferme est incendiée et de nombreuses personnes, dont Royal, sont tuées lors d'un raid des Hoosiers blancs. Ridgeway capture Cora et la force à l'emmener à une gare ferroviaire à proximité. Quand ils arrivent, elle le pousse dans un escalier, le blessant gravement. Elle s'enfuit alors sur une draisine. Finalement, elle parvient à sortir du tunnel souterrain et rencontre peu après trois chariots voyageant vers l'Ouest. Elle monte sur le troisième, conduit par un homme noir.

## Distinctions
Le roman a reçu un accueil favorable des critiques et a été lauréat de prix littéraires prestigieux.
- Prix Arthur-C.-Clarke 2017
- Prix Pulitzer de la fiction 2017
- National Book Award 2017

## Adaptation
En 2017, Amazon confie au réalisateur Barry Jenkins la création d'une série adaptée du roman. The Underground Railroad est diffusée à partir du 14 mai 2021.

## Éditions
- The Underground Railroad, Doubleday, 2 août 2016, 320 p.  (ISBN 978-0-385-54236-4)
- Underground Railroad, Albin Michel, coll. « Terres d'Amérique », 23 août 2017, trad. Serge Chauvin, 397 p.  (ISBN 978-2-226-39319-7)
- Underground Railroad, Le Livre de poche no 35330, 27 mars 2019, trad. Serge Chauvin, 408 p.  (ISBN 978-2-253-10074-4)